# Contea di Xinxiang
La contea di Xinxiang (新乡县S, Xīnxiāng XiànP) è una contea della Cina, situata nella provincia di Henan e amministrata dalla prefettura di Xinxiang.